# كلير كلانسي
كلير كلانسي (بالإنجليزية: Claire Clancy)‏ هي موظفة مدنية بريطانية، ولدت في 14 مارس 1958.